# Xanthia reducta
Xanthia reducta là một loài bướm đêm trong họ Noctuidae.